# فولو
فولو (به ایتالیایی: Follo) یک کومونه در ایتالیا است که در استان لا اسپتزیا واقع شده‌است. فولو ۲۳٫۱ کیلومتر مربع مساحت و ۶٬۲۳۹ نفر جمعیت دارد و ۷۰ متر بالاتر از سطح دریا واقع شده‌است.